# Nils Forsberg (journalist)
Nils Forsberg, född 1 mars 1971, är en svensk journalist, konsthistoriker, konstkritiker och sedan 2019 chefredaktör för tidningen Konstperspektiv. 
1990-1994 var Forsberg basist i bandet Blithe.
Forsberg var under åren 2001-2019 konstkritiker på Expressen,  och därefter på Dagens Nyheter. 
| ”                                                       | Konst blir det som konstvärldens aktörer kallar konst och ”godkänner” som konst genom att skriva om den eller ställa ut den. En helt vardaglig sak som någon som gått en konstutbildning visar på ett galleri, medan samma sak som ställs ut hemma i garaget av vem som helst inte blir konst. | „ |
| – Nils Forsberg Konstkritiker / Expressen 16 juli 2014. | |   |